# Binnen
Binnen là một đô thị ở huyện huyện Nienburg, trong bang Niedersachsen, nước Đức. Đô thị Binnen có diện tích 24,79 km².